# Finali di pedoni
|   | a | b | c | d | e | f | g | h |   |
| 8 | d8 re del nero · f7 pedone del nero · g7 pedone del nero · a6 pedone del nero · e6 pedone del nero · h6 pedone del nero · b5 pedone del nero · f4 pedone del bianco · a3 pedone del bianco · b2 pedone del bianco · c2 pedone del bianco · g2 pedone del bianco · h2 pedone del bianco · c1 re del bianco | d8 re del nero · f7 pedone del nero · g7 pedone del nero · a6 pedone del nero · e6 pedone del nero · h6 pedone del nero · b5 pedone del nero · f4 pedone del bianco · a3 pedone del bianco · b2 pedone del bianco · c2 pedone del bianco · g2 pedone del bianco · h2 pedone del bianco · c1 re del bianco | d8 re del nero · f7 pedone del nero · g7 pedone del nero · a6 pedone del nero · e6 pedone del nero · h6 pedone del nero · b5 pedone del nero · f4 pedone del bianco · a3 pedone del bianco · b2 pedone del bianco · c2 pedone del bianco · g2 pedone del bianco · h2 pedone del bianco · c1 re del bianco | d8 re del nero · f7 pedone del nero · g7 pedone del nero · a6 pedone del nero · e6 pedone del nero · h6 pedone del nero · b5 pedone del nero · f4 pedone del bianco · a3 pedone del bianco · b2 pedone del bianco · c2 pedone del bianco · g2 pedone del bianco · h2 pedone del bianco · c1 re del bianco | d8 re del nero · f7 pedone del nero · g7 pedone del nero · a6 pedone del nero · e6 pedone del nero · h6 pedone del nero · b5 pedone del nero · f4 pedone del bianco · a3 pedone del bianco · b2 pedone del bianco · c2 pedone del bianco · g2 pedone del bianco · h2 pedone del bianco · c1 re del bianco | d8 re del nero · f7 pedone del nero · g7 pedone del nero · a6 pedone del nero · e6 pedone del nero · h6 pedone del nero · b5 pedone del nero · f4 pedone del bianco · a3 pedone del bianco · b2 pedone del bianco · c2 pedone del bianco · g2 pedone del bianco · h2 pedone del bianco · c1 re del bianco | d8 re del nero · f7 pedone del nero · g7 pedone del nero · a6 pedone del nero · e6 pedone del nero · h6 pedone del nero · b5 pedone del nero · f4 pedone del bianco · a3 pedone del bianco · b2 pedone del bianco · c2 pedone del bianco · g2 pedone del bianco · h2 pedone del bianco · c1 re del bianco | d8 re del nero · f7 pedone del nero · g7 pedone del nero · a6 pedone del nero · e6 pedone del nero · h6 pedone del nero · b5 pedone del nero · f4 pedone del bianco · a3 pedone del bianco · b2 pedone del bianco · c2 pedone del bianco · g2 pedone del bianco · h2 pedone del bianco · c1 re del bianco | 8 |
| 7 | d8 re del nero · f7 pedone del nero · g7 pedone del nero · a6 pedone del nero · e6 pedone del nero · h6 pedone del nero · b5 pedone del nero · f4 pedone del bianco · a3 pedone del bianco · b2 pedone del bianco · c2 pedone del bianco · g2 pedone del bianco · h2 pedone del bianco · c1 re del bianco | d8 re del nero · f7 pedone del nero · g7 pedone del nero · a6 pedone del nero · e6 pedone del nero · h6 pedone del nero · b5 pedone del nero · f4 pedone del bianco · a3 pedone del bianco · b2 pedone del bianco · c2 pedone del bianco · g2 pedone del bianco · h2 pedone del bianco · c1 re del bianco | d8 re del nero · f7 pedone del nero · g7 pedone del nero · a6 pedone del nero · e6 pedone del nero · h6 pedone del nero · b5 pedone del nero · f4 pedone del bianco · a3 pedone del bianco · b2 pedone del bianco · c2 pedone del bianco · g2 pedone del bianco · h2 pedone del bianco · c1 re del bianco | d8 re del nero · f7 pedone del nero · g7 pedone del nero · a6 pedone del nero · e6 pedone del nero · h6 pedone del nero · b5 pedone del nero · f4 pedone del bianco · a3 pedone del bianco · b2 pedone del bianco · c2 pedone del bianco · g2 pedone del bianco · h2 pedone del bianco · c1 re del bianco | d8 re del nero · f7 pedone del nero · g7 pedone del nero · a6 pedone del nero · e6 pedone del nero · h6 pedone del nero · b5 pedone del nero · f4 pedone del bianco · a3 pedone del bianco · b2 pedone del bianco · c2 pedone del bianco · g2 pedone del bianco · h2 pedone del bianco · c1 re del bianco | d8 re del nero · f7 pedone del nero · g7 pedone del nero · a6 pedone del nero · e6 pedone del nero · h6 pedone del nero · b5 pedone del nero · f4 pedone del bianco · a3 pedone del bianco · b2 pedone del bianco · c2 pedone del bianco · g2 pedone del bianco · h2 pedone del bianco · c1 re del bianco | d8 re del nero · f7 pedone del nero · g7 pedone del nero · a6 pedone del nero · e6 pedone del nero · h6 pedone del nero · b5 pedone del nero · f4 pedone del bianco · a3 pedone del bianco · b2 pedone del bianco · c2 pedone del bianco · g2 pedone del bianco · h2 pedone del bianco · c1 re del bianco | d8 re del nero · f7 pedone del nero · g7 pedone del nero · a6 pedone del nero · e6 pedone del nero · h6 pedone del nero · b5 pedone del nero · f4 pedone del bianco · a3 pedone del bianco · b2 pedone del bianco · c2 pedone del bianco · g2 pedone del bianco · h2 pedone del bianco · c1 re del bianco | 7 |
| 6 | d8 re del nero · f7 pedone del nero · g7 pedone del nero · a6 pedone del nero · e6 pedone del nero · h6 pedone del nero · b5 pedone del nero · f4 pedone del bianco · a3 pedone del bianco · b2 pedone del bianco · c2 pedone del bianco · g2 pedone del bianco · h2 pedone del bianco · c1 re del bianco | d8 re del nero · f7 pedone del nero · g7 pedone del nero · a6 pedone del nero · e6 pedone del nero · h6 pedone del nero · b5 pedone del nero · f4 pedone del bianco · a3 pedone del bianco · b2 pedone del bianco · c2 pedone del bianco · g2 pedone del bianco · h2 pedone del bianco · c1 re del bianco | d8 re del nero · f7 pedone del nero · g7 pedone del nero · a6 pedone del nero · e6 pedone del nero · h6 pedone del nero · b5 pedone del nero · f4 pedone del bianco · a3 pedone del bianco · b2 pedone del bianco · c2 pedone del bianco · g2 pedone del bianco · h2 pedone del bianco · c1 re del bianco | d8 re del nero · f7 pedone del nero · g7 pedone del nero · a6 pedone del nero · e6 pedone del nero · h6 pedone del nero · b5 pedone del nero · f4 pedone del bianco · a3 pedone del bianco · b2 pedone del bianco · c2 pedone del bianco · g2 pedone del bianco · h2 pedone del bianco · c1 re del bianco | d8 re del nero · f7 pedone del nero · g7 pedone del nero · a6 pedone del nero · e6 pedone del nero · h6 pedone del nero · b5 pedone del nero · f4 pedone del bianco · a3 pedone del bianco · b2 pedone del bianco · c2 pedone del bianco · g2 pedone del bianco · h2 pedone del bianco · c1 re del bianco | d8 re del nero · f7 pedone del nero · g7 pedone del nero · a6 pedone del nero · e6 pedone del nero · h6 pedone del nero · b5 pedone del nero · f4 pedone del bianco · a3 pedone del bianco · b2 pedone del bianco · c2 pedone del bianco · g2 pedone del bianco · h2 pedone del bianco · c1 re del bianco | d8 re del nero · f7 pedone del nero · g7 pedone del nero · a6 pedone del nero · e6 pedone del nero · h6 pedone del nero · b5 pedone del nero · f4 pedone del bianco · a3 pedone del bianco · b2 pedone del bianco · c2 pedone del bianco · g2 pedone del bianco · h2 pedone del bianco · c1 re del bianco | d8 re del nero · f7 pedone del nero · g7 pedone del nero · a6 pedone del nero · e6 pedone del nero · h6 pedone del nero · b5 pedone del nero · f4 pedone del bianco · a3 pedone del bianco · b2 pedone del bianco · c2 pedone del bianco · g2 pedone del bianco · h2 pedone del bianco · c1 re del bianco | 6 |
| 5 | d8 re del nero · f7 pedone del nero · g7 pedone del nero · a6 pedone del nero · e6 pedone del nero · h6 pedone del nero · b5 pedone del nero · f4 pedone del bianco · a3 pedone del bianco · b2 pedone del bianco · c2 pedone del bianco · g2 pedone del bianco · h2 pedone del bianco · c1 re del bianco | d8 re del nero · f7 pedone del nero · g7 pedone del nero · a6 pedone del nero · e6 pedone del nero · h6 pedone del nero · b5 pedone del nero · f4 pedone del bianco · a3 pedone del bianco · b2 pedone del bianco · c2 pedone del bianco · g2 pedone del bianco · h2 pedone del bianco · c1 re del bianco | d8 re del nero · f7 pedone del nero · g7 pedone del nero · a6 pedone del nero · e6 pedone del nero · h6 pedone del nero · b5 pedone del nero · f4 pedone del bianco · a3 pedone del bianco · b2 pedone del bianco · c2 pedone del bianco · g2 pedone del bianco · h2 pedone del bianco · c1 re del bianco | d8 re del nero · f7 pedone del nero · g7 pedone del nero · a6 pedone del nero · e6 pedone del nero · h6 pedone del nero · b5 pedone del nero · f4 pedone del bianco · a3 pedone del bianco · b2 pedone del bianco · c2 pedone del bianco · g2 pedone del bianco · h2 pedone del bianco · c1 re del bianco | d8 re del nero · f7 pedone del nero · g7 pedone del nero · a6 pedone del nero · e6 pedone del nero · h6 pedone del nero · b5 pedone del nero · f4 pedone del bianco · a3 pedone del bianco · b2 pedone del bianco · c2 pedone del bianco · g2 pedone del bianco · h2 pedone del bianco · c1 re del bianco | d8 re del nero · f7 pedone del nero · g7 pedone del nero · a6 pedone del nero · e6 pedone del nero · h6 pedone del nero · b5 pedone del nero · f4 pedone del bianco · a3 pedone del bianco · b2 pedone del bianco · c2 pedone del bianco · g2 pedone del bianco · h2 pedone del bianco · c1 re del bianco | d8 re del nero · f7 pedone del nero · g7 pedone del nero · a6 pedone del nero · e6 pedone del nero · h6 pedone del nero · b5 pedone del nero · f4 pedone del bianco · a3 pedone del bianco · b2 pedone del bianco · c2 pedone del bianco · g2 pedone del bianco · h2 pedone del bianco · c1 re del bianco | d8 re del nero · f7 pedone del nero · g7 pedone del nero · a6 pedone del nero · e6 pedone del nero · h6 pedone del nero · b5 pedone del nero · f4 pedone del bianco · a3 pedone del bianco · b2 pedone del bianco · c2 pedone del bianco · g2 pedone del bianco · h2 pedone del bianco · c1 re del bianco | 5 |
| 4 | d8 re del nero · f7 pedone del nero · g7 pedone del nero · a6 pedone del nero · e6 pedone del nero · h6 pedone del nero · b5 pedone del nero · f4 pedone del bianco · a3 pedone del bianco · b2 pedone del bianco · c2 pedone del bianco · g2 pedone del bianco · h2 pedone del bianco · c1 re del bianco | d8 re del nero · f7 pedone del nero · g7 pedone del nero · a6 pedone del nero · e6 pedone del nero · h6 pedone del nero · b5 pedone del nero · f4 pedone del bianco · a3 pedone del bianco · b2 pedone del bianco · c2 pedone del bianco · g2 pedone del bianco · h2 pedone del bianco · c1 re del bianco | d8 re del nero · f7 pedone del nero · g7 pedone del nero · a6 pedone del nero · e6 pedone del nero · h6 pedone del nero · b5 pedone del nero · f4 pedone del bianco · a3 pedone del bianco · b2 pedone del bianco · c2 pedone del bianco · g2 pedone del bianco · h2 pedone del bianco · c1 re del bianco | d8 re del nero · f7 pedone del nero · g7 pedone del nero · a6 pedone del nero · e6 pedone del nero · h6 pedone del nero · b5 pedone del nero · f4 pedone del bianco · a3 pedone del bianco · b2 pedone del bianco · c2 pedone del bianco · g2 pedone del bianco · h2 pedone del bianco · c1 re del bianco | d8 re del nero · f7 pedone del nero · g7 pedone del nero · a6 pedone del nero · e6 pedone del nero · h6 pedone del nero · b5 pedone del nero · f4 pedone del bianco · a3 pedone del bianco · b2 pedone del bianco · c2 pedone del bianco · g2 pedone del bianco · h2 pedone del bianco · c1 re del bianco | d8 re del nero · f7 pedone del nero · g7 pedone del nero · a6 pedone del nero · e6 pedone del nero · h6 pedone del nero · b5 pedone del nero · f4 pedone del bianco · a3 pedone del bianco · b2 pedone del bianco · c2 pedone del bianco · g2 pedone del bianco · h2 pedone del bianco · c1 re del bianco | d8 re del nero · f7 pedone del nero · g7 pedone del nero · a6 pedone del nero · e6 pedone del nero · h6 pedone del nero · b5 pedone del nero · f4 pedone del bianco · a3 pedone del bianco · b2 pedone del bianco · c2 pedone del bianco · g2 pedone del bianco · h2 pedone del bianco · c1 re del bianco | d8 re del nero · f7 pedone del nero · g7 pedone del nero · a6 pedone del nero · e6 pedone del nero · h6 pedone del nero · b5 pedone del nero · f4 pedone del bianco · a3 pedone del bianco · b2 pedone del bianco · c2 pedone del bianco · g2 pedone del bianco · h2 pedone del bianco · c1 re del bianco | 4 |
| 3 | d8 re del nero · f7 pedone del nero · g7 pedone del nero · a6 pedone del nero · e6 pedone del nero · h6 pedone del nero · b5 pedone del nero · f4 pedone del bianco · a3 pedone del bianco · b2 pedone del bianco · c2 pedone del bianco · g2 pedone del bianco · h2 pedone del bianco · c1 re del bianco | d8 re del nero · f7 pedone del nero · g7 pedone del nero · a6 pedone del nero · e6 pedone del nero · h6 pedone del nero · b5 pedone del nero · f4 pedone del bianco · a3 pedone del bianco · b2 pedone del bianco · c2 pedone del bianco · g2 pedone del bianco · h2 pedone del bianco · c1 re del bianco | d8 re del nero · f7 pedone del nero · g7 pedone del nero · a6 pedone del nero · e6 pedone del nero · h6 pedone del nero · b5 pedone del nero · f4 pedone del bianco · a3 pedone del bianco · b2 pedone del bianco · c2 pedone del bianco · g2 pedone del bianco · h2 pedone del bianco · c1 re del bianco | d8 re del nero · f7 pedone del nero · g7 pedone del nero · a6 pedone del nero · e6 pedone del nero · h6 pedone del nero · b5 pedone del nero · f4 pedone del bianco · a3 pedone del bianco · b2 pedone del bianco · c2 pedone del bianco · g2 pedone del bianco · h2 pedone del bianco · c1 re del bianco | d8 re del nero · f7 pedone del nero · g7 pedone del nero · a6 pedone del nero · e6 pedone del nero · h6 pedone del nero · b5 pedone del nero · f4 pedone del bianco · a3 pedone del bianco · b2 pedone del bianco · c2 pedone del bianco · g2 pedone del bianco · h2 pedone del bianco · c1 re del bianco | d8 re del nero · f7 pedone del nero · g7 pedone del nero · a6 pedone del nero · e6 pedone del nero · h6 pedone del nero · b5 pedone del nero · f4 pedone del bianco · a3 pedone del bianco · b2 pedone del bianco · c2 pedone del bianco · g2 pedone del bianco · h2 pedone del bianco · c1 re del bianco | d8 re del nero · f7 pedone del nero · g7 pedone del nero · a6 pedone del nero · e6 pedone del nero · h6 pedone del nero · b5 pedone del nero · f4 pedone del bianco · a3 pedone del bianco · b2 pedone del bianco · c2 pedone del bianco · g2 pedone del bianco · h2 pedone del bianco · c1 re del bianco | d8 re del nero · f7 pedone del nero · g7 pedone del nero · a6 pedone del nero · e6 pedone del nero · h6 pedone del nero · b5 pedone del nero · f4 pedone del bianco · a3 pedone del bianco · b2 pedone del bianco · c2 pedone del bianco · g2 pedone del bianco · h2 pedone del bianco · c1 re del bianco | 3 |
| 2 | d8 re del nero · f7 pedone del nero · g7 pedone del nero · a6 pedone del nero · e6 pedone del nero · h6 pedone del nero · b5 pedone del nero · f4 pedone del bianco · a3 pedone del bianco · b2 pedone del bianco · c2 pedone del bianco · g2 pedone del bianco · h2 pedone del bianco · c1 re del bianco | d8 re del nero · f7 pedone del nero · g7 pedone del nero · a6 pedone del nero · e6 pedone del nero · h6 pedone del nero · b5 pedone del nero · f4 pedone del bianco · a3 pedone del bianco · b2 pedone del bianco · c2 pedone del bianco · g2 pedone del bianco · h2 pedone del bianco · c1 re del bianco | d8 re del nero · f7 pedone del nero · g7 pedone del nero · a6 pedone del nero · e6 pedone del nero · h6 pedone del nero · b5 pedone del nero · f4 pedone del bianco · a3 pedone del bianco · b2 pedone del bianco · c2 pedone del bianco · g2 pedone del bianco · h2 pedone del bianco · c1 re del bianco | d8 re del nero · f7 pedone del nero · g7 pedone del nero · a6 pedone del nero · e6 pedone del nero · h6 pedone del nero · b5 pedone del nero · f4 pedone del bianco · a3 pedone del bianco · b2 pedone del bianco · c2 pedone del bianco · g2 pedone del bianco · h2 pedone del bianco · c1 re del bianco | d8 re del nero · f7 pedone del nero · g7 pedone del nero · a6 pedone del nero · e6 pedone del nero · h6 pedone del nero · b5 pedone del nero · f4 pedone del bianco · a3 pedone del bianco · b2 pedone del bianco · c2 pedone del bianco · g2 pedone del bianco · h2 pedone del bianco · c1 re del bianco | d8 re del nero · f7 pedone del nero · g7 pedone del nero · a6 pedone del nero · e6 pedone del nero · h6 pedone del nero · b5 pedone del nero · f4 pedone del bianco · a3 pedone del bianco · b2 pedone del bianco · c2 pedone del bianco · g2 pedone del bianco · h2 pedone del bianco · c1 re del bianco | d8 re del nero · f7 pedone del nero · g7 pedone del nero · a6 pedone del nero · e6 pedone del nero · h6 pedone del nero · b5 pedone del nero · f4 pedone del bianco · a3 pedone del bianco · b2 pedone del bianco · c2 pedone del bianco · g2 pedone del bianco · h2 pedone del bianco · c1 re del bianco | d8 re del nero · f7 pedone del nero · g7 pedone del nero · a6 pedone del nero · e6 pedone del nero · h6 pedone del nero · b5 pedone del nero · f4 pedone del bianco · a3 pedone del bianco · b2 pedone del bianco · c2 pedone del bianco · g2 pedone del bianco · h2 pedone del bianco · c1 re del bianco | 2 |
| 1 | d8 re del nero · f7 pedone del nero · g7 pedone del nero · a6 pedone del nero · e6 pedone del nero · h6 pedone del nero · b5 pedone del nero · f4 pedone del bianco · a3 pedone del bianco · b2 pedone del bianco · c2 pedone del bianco · g2 pedone del bianco · h2 pedone del bianco · c1 re del bianco | d8 re del nero · f7 pedone del nero · g7 pedone del nero · a6 pedone del nero · e6 pedone del nero · h6 pedone del nero · b5 pedone del nero · f4 pedone del bianco · a3 pedone del bianco · b2 pedone del bianco · c2 pedone del bianco · g2 pedone del bianco · h2 pedone del bianco · c1 re del bianco | d8 re del nero · f7 pedone del nero · g7 pedone del nero · a6 pedone del nero · e6 pedone del nero · h6 pedone del nero · b5 pedone del nero · f4 pedone del bianco · a3 pedone del bianco · b2 pedone del bianco · c2 pedone del bianco · g2 pedone del bianco · h2 pedone del bianco · c1 re del bianco | d8 re del nero · f7 pedone del nero · g7 pedone del nero · a6 pedone del nero · e6 pedone del nero · h6 pedone del nero · b5 pedone del nero · f4 pedone del bianco · a3 pedone del bianco · b2 pedone del bianco · c2 pedone del bianco · g2 pedone del bianco · h2 pedone del bianco · c1 re del bianco | d8 re del nero · f7 pedone del nero · g7 pedone del nero · a6 pedone del nero · e6 pedone del nero · h6 pedone del nero · b5 pedone del nero · f4 pedone del bianco · a3 pedone del bianco · b2 pedone del bianco · c2 pedone del bianco · g2 pedone del bianco · h2 pedone del bianco · c1 re del bianco | d8 re del nero · f7 pedone del nero · g7 pedone del nero · a6 pedone del nero · e6 pedone del nero · h6 pedone del nero · b5 pedone del nero · f4 pedone del bianco · a3 pedone del bianco · b2 pedone del bianco · c2 pedone del bianco · g2 pedone del bianco · h2 pedone del bianco · c1 re del bianco | d8 re del nero · f7 pedone del nero · g7 pedone del nero · a6 pedone del nero · e6 pedone del nero · h6 pedone del nero · b5 pedone del nero · f4 pedone del bianco · a3 pedone del bianco · b2 pedone del bianco · c2 pedone del bianco · g2 pedone del bianco · h2 pedone del bianco · c1 re del bianco | d8 re del nero · f7 pedone del nero · g7 pedone del nero · a6 pedone del nero · e6 pedone del nero · h6 pedone del nero · b5 pedone del nero · f4 pedone del bianco · a3 pedone del bianco · b2 pedone del bianco · c2 pedone del bianco · g2 pedone del bianco · h2 pedone del bianco · c1 re del bianco | 1 |
|   | a | b | c | d | e | f | g | h |   |

I finali di pedoni sono una categoria di finali scacchistici molto vasta, della quale fanno parte tutte quelle posizioni in cui sulla scacchiera sono presenti unicamente i due re ed un numero variabile di pedoni, da una o da entrambe le parti.
In tutti questi finali, l'obiettivo fondamentale è la promozione di un pedone, che fornisce, a chi lo realizza, un incremento decisivo di materiale.

## Re e pedone contro re
Questo è il finale basilare; in molti altri, infatti, si ritorna ad esso dopo una serie di cambi, e la conoscenza delle tecniche per vincere o pareggiare è utile per riuscire a calcolare gli effetti delle proprie e altrui mosse.

## Re e due pedoni contro re
|   | a                                                                               | b                                                                               | c                                                                               | d                                                                               | e                                                                               | f                                                                               | g                                                                               | h                                                                               |   |
| 8 | d6 re del nero · d5 pedone del bianco · d4 pedone del bianco · e4 re del bianco | d6 re del nero · d5 pedone del bianco · d4 pedone del bianco · e4 re del bianco | d6 re del nero · d5 pedone del bianco · d4 pedone del bianco · e4 re del bianco | d6 re del nero · d5 pedone del bianco · d4 pedone del bianco · e4 re del bianco | d6 re del nero · d5 pedone del bianco · d4 pedone del bianco · e4 re del bianco | d6 re del nero · d5 pedone del bianco · d4 pedone del bianco · e4 re del bianco | d6 re del nero · d5 pedone del bianco · d4 pedone del bianco · e4 re del bianco | d6 re del nero · d5 pedone del bianco · d4 pedone del bianco · e4 re del bianco | 8 |
| 7 | d6 re del nero · d5 pedone del bianco · d4 pedone del bianco · e4 re del bianco | d6 re del nero · d5 pedone del bianco · d4 pedone del bianco · e4 re del bianco | d6 re del nero · d5 pedone del bianco · d4 pedone del bianco · e4 re del bianco | d6 re del nero · d5 pedone del bianco · d4 pedone del bianco · e4 re del bianco | d6 re del nero · d5 pedone del bianco · d4 pedone del bianco · e4 re del bianco | d6 re del nero · d5 pedone del bianco · d4 pedone del bianco · e4 re del bianco | d6 re del nero · d5 pedone del bianco · d4 pedone del bianco · e4 re del bianco | d6 re del nero · d5 pedone del bianco · d4 pedone del bianco · e4 re del bianco | 7 |
| 6 | d6 re del nero · d5 pedone del bianco · d4 pedone del bianco · e4 re del bianco | d6 re del nero · d5 pedone del bianco · d4 pedone del bianco · e4 re del bianco | d6 re del nero · d5 pedone del bianco · d4 pedone del bianco · e4 re del bianco | d6 re del nero · d5 pedone del bianco · d4 pedone del bianco · e4 re del bianco | d6 re del nero · d5 pedone del bianco · d4 pedone del bianco · e4 re del bianco | d6 re del nero · d5 pedone del bianco · d4 pedone del bianco · e4 re del bianco | d6 re del nero · d5 pedone del bianco · d4 pedone del bianco · e4 re del bianco | d6 re del nero · d5 pedone del bianco · d4 pedone del bianco · e4 re del bianco | 6 |
| 5 | d6 re del nero · d5 pedone del bianco · d4 pedone del bianco · e4 re del bianco | d6 re del nero · d5 pedone del bianco · d4 pedone del bianco · e4 re del bianco | d6 re del nero · d5 pedone del bianco · d4 pedone del bianco · e4 re del bianco | d6 re del nero · d5 pedone del bianco · d4 pedone del bianco · e4 re del bianco | d6 re del nero · d5 pedone del bianco · d4 pedone del bianco · e4 re del bianco | d6 re del nero · d5 pedone del bianco · d4 pedone del bianco · e4 re del bianco | d6 re del nero · d5 pedone del bianco · d4 pedone del bianco · e4 re del bianco | d6 re del nero · d5 pedone del bianco · d4 pedone del bianco · e4 re del bianco | 5 |
| 4 | d6 re del nero · d5 pedone del bianco · d4 pedone del bianco · e4 re del bianco | d6 re del nero · d5 pedone del bianco · d4 pedone del bianco · e4 re del bianco | d6 re del nero · d5 pedone del bianco · d4 pedone del bianco · e4 re del bianco | d6 re del nero · d5 pedone del bianco · d4 pedone del bianco · e4 re del bianco | d6 re del nero · d5 pedone del bianco · d4 pedone del bianco · e4 re del bianco | d6 re del nero · d5 pedone del bianco · d4 pedone del bianco · e4 re del bianco | d6 re del nero · d5 pedone del bianco · d4 pedone del bianco · e4 re del bianco | d6 re del nero · d5 pedone del bianco · d4 pedone del bianco · e4 re del bianco | 4 |
| 3 | d6 re del nero · d5 pedone del bianco · d4 pedone del bianco · e4 re del bianco | d6 re del nero · d5 pedone del bianco · d4 pedone del bianco · e4 re del bianco | d6 re del nero · d5 pedone del bianco · d4 pedone del bianco · e4 re del bianco | d6 re del nero · d5 pedone del bianco · d4 pedone del bianco · e4 re del bianco | d6 re del nero · d5 pedone del bianco · d4 pedone del bianco · e4 re del bianco | d6 re del nero · d5 pedone del bianco · d4 pedone del bianco · e4 re del bianco | d6 re del nero · d5 pedone del bianco · d4 pedone del bianco · e4 re del bianco | d6 re del nero · d5 pedone del bianco · d4 pedone del bianco · e4 re del bianco | 3 |
| 2 | d6 re del nero · d5 pedone del bianco · d4 pedone del bianco · e4 re del bianco | d6 re del nero · d5 pedone del bianco · d4 pedone del bianco · e4 re del bianco | d6 re del nero · d5 pedone del bianco · d4 pedone del bianco · e4 re del bianco | d6 re del nero · d5 pedone del bianco · d4 pedone del bianco · e4 re del bianco | d6 re del nero · d5 pedone del bianco · d4 pedone del bianco · e4 re del bianco | d6 re del nero · d5 pedone del bianco · d4 pedone del bianco · e4 re del bianco | d6 re del nero · d5 pedone del bianco · d4 pedone del bianco · e4 re del bianco | d6 re del nero · d5 pedone del bianco · d4 pedone del bianco · e4 re del bianco | 2 |
| 1 | d6 re del nero · d5 pedone del bianco · d4 pedone del bianco · e4 re del bianco | d6 re del nero · d5 pedone del bianco · d4 pedone del bianco · e4 re del bianco | d6 re del nero · d5 pedone del bianco · d4 pedone del bianco · e4 re del bianco | d6 re del nero · d5 pedone del bianco · d4 pedone del bianco · e4 re del bianco | d6 re del nero · d5 pedone del bianco · d4 pedone del bianco · e4 re del bianco | d6 re del nero · d5 pedone del bianco · d4 pedone del bianco · e4 re del bianco | d6 re del nero · d5 pedone del bianco · d4 pedone del bianco · e4 re del bianco | d6 re del nero · d5 pedone del bianco · d4 pedone del bianco · e4 re del bianco | 1 |
|   | a                                                                               | b                                                                               | c                                                                               | d                                                                               | e                                                                               | f                                                                               | g                                                                               | h                                                                               |   |

Due pedoni riescono quasi sempre a forzare la vittoria contro il re avversario. Quasi sempre il tema decisivo è l'impossibilità per il re che si trova da solo di catturare un pedone senza al contempo uscire dal quadrato dell'altro.
Un altro modo per vincere è l'agire come in un finale con un solo pedone, spingendolo grazie al sostegno del re fino alla settima traversa, confinando il re avversario davanti al pedone. Se fosse veramente un finale con un solo pedone, l'attaccante dovrebbe scegliere tra lo stallo e il lasciar catturare il pedone all'avversario; in questo caso, invece, l'altro pezzo crea quella mossa d'attesa che costringe il re avversario a lasciare la casa davanti al pedone, permettendo così la promozione. Ovviamente questa tecnica ammette molti diversi tipi di applicazione: ad esempio la mossa d'attesa può essere usata per guadagnare l'opposizione in qualunque momento dell'attacco.
Posizioni di patta possono avvenire, invece, quando i due pedoni si trovano sulla stessa colonna, e il re in difesa si trova davanti a loro. Nella posizione del diagramma, ad esempio, se la mossa è al Nero questo è costretto ad arretrare, dando la possibilità al Bianco di mettere in pratica la tecnica descritta precedentemente; se invece è il Bianco a muovere, allora la partita è patta, perché è costretto ad abbandonare la difesa del pedone, dando modo al Nero di catturarlo e di entrare in un finale di re e pedone contro re patto.
Tre pedoni contro il solo re riescono quasi sempre a vincere.

## Re e pedone contro re e pedone
|   | a                                                                             | b                                                                             | c                                                                             | d                                                                             | e                                                                             | f                                                                             | g                                                                             | h                                                                             |   |
| 8 | h8 re del bianco · a6 re del nero · c6 pedone del bianco · h5 pedone del nero | h8 re del bianco · a6 re del nero · c6 pedone del bianco · h5 pedone del nero | h8 re del bianco · a6 re del nero · c6 pedone del bianco · h5 pedone del nero | h8 re del bianco · a6 re del nero · c6 pedone del bianco · h5 pedone del nero | h8 re del bianco · a6 re del nero · c6 pedone del bianco · h5 pedone del nero | h8 re del bianco · a6 re del nero · c6 pedone del bianco · h5 pedone del nero | h8 re del bianco · a6 re del nero · c6 pedone del bianco · h5 pedone del nero | h8 re del bianco · a6 re del nero · c6 pedone del bianco · h5 pedone del nero | 8 |
| 7 | h8 re del bianco · a6 re del nero · c6 pedone del bianco · h5 pedone del nero | h8 re del bianco · a6 re del nero · c6 pedone del bianco · h5 pedone del nero | h8 re del bianco · a6 re del nero · c6 pedone del bianco · h5 pedone del nero | h8 re del bianco · a6 re del nero · c6 pedone del bianco · h5 pedone del nero | h8 re del bianco · a6 re del nero · c6 pedone del bianco · h5 pedone del nero | h8 re del bianco · a6 re del nero · c6 pedone del bianco · h5 pedone del nero | h8 re del bianco · a6 re del nero · c6 pedone del bianco · h5 pedone del nero | h8 re del bianco · a6 re del nero · c6 pedone del bianco · h5 pedone del nero | 7 |
| 6 | h8 re del bianco · a6 re del nero · c6 pedone del bianco · h5 pedone del nero | h8 re del bianco · a6 re del nero · c6 pedone del bianco · h5 pedone del nero | h8 re del bianco · a6 re del nero · c6 pedone del bianco · h5 pedone del nero | h8 re del bianco · a6 re del nero · c6 pedone del bianco · h5 pedone del nero | h8 re del bianco · a6 re del nero · c6 pedone del bianco · h5 pedone del nero | h8 re del bianco · a6 re del nero · c6 pedone del bianco · h5 pedone del nero | h8 re del bianco · a6 re del nero · c6 pedone del bianco · h5 pedone del nero | h8 re del bianco · a6 re del nero · c6 pedone del bianco · h5 pedone del nero | 6 |
| 5 | h8 re del bianco · a6 re del nero · c6 pedone del bianco · h5 pedone del nero | h8 re del bianco · a6 re del nero · c6 pedone del bianco · h5 pedone del nero | h8 re del bianco · a6 re del nero · c6 pedone del bianco · h5 pedone del nero | h8 re del bianco · a6 re del nero · c6 pedone del bianco · h5 pedone del nero | h8 re del bianco · a6 re del nero · c6 pedone del bianco · h5 pedone del nero | h8 re del bianco · a6 re del nero · c6 pedone del bianco · h5 pedone del nero | h8 re del bianco · a6 re del nero · c6 pedone del bianco · h5 pedone del nero | h8 re del bianco · a6 re del nero · c6 pedone del bianco · h5 pedone del nero | 5 |
| 4 | h8 re del bianco · a6 re del nero · c6 pedone del bianco · h5 pedone del nero | h8 re del bianco · a6 re del nero · c6 pedone del bianco · h5 pedone del nero | h8 re del bianco · a6 re del nero · c6 pedone del bianco · h5 pedone del nero | h8 re del bianco · a6 re del nero · c6 pedone del bianco · h5 pedone del nero | h8 re del bianco · a6 re del nero · c6 pedone del bianco · h5 pedone del nero | h8 re del bianco · a6 re del nero · c6 pedone del bianco · h5 pedone del nero | h8 re del bianco · a6 re del nero · c6 pedone del bianco · h5 pedone del nero | h8 re del bianco · a6 re del nero · c6 pedone del bianco · h5 pedone del nero | 4 |
| 3 | h8 re del bianco · a6 re del nero · c6 pedone del bianco · h5 pedone del nero | h8 re del bianco · a6 re del nero · c6 pedone del bianco · h5 pedone del nero | h8 re del bianco · a6 re del nero · c6 pedone del bianco · h5 pedone del nero | h8 re del bianco · a6 re del nero · c6 pedone del bianco · h5 pedone del nero | h8 re del bianco · a6 re del nero · c6 pedone del bianco · h5 pedone del nero | h8 re del bianco · a6 re del nero · c6 pedone del bianco · h5 pedone del nero | h8 re del bianco · a6 re del nero · c6 pedone del bianco · h5 pedone del nero | h8 re del bianco · a6 re del nero · c6 pedone del bianco · h5 pedone del nero | 3 |
| 2 | h8 re del bianco · a6 re del nero · c6 pedone del bianco · h5 pedone del nero | h8 re del bianco · a6 re del nero · c6 pedone del bianco · h5 pedone del nero | h8 re del bianco · a6 re del nero · c6 pedone del bianco · h5 pedone del nero | h8 re del bianco · a6 re del nero · c6 pedone del bianco · h5 pedone del nero | h8 re del bianco · a6 re del nero · c6 pedone del bianco · h5 pedone del nero | h8 re del bianco · a6 re del nero · c6 pedone del bianco · h5 pedone del nero | h8 re del bianco · a6 re del nero · c6 pedone del bianco · h5 pedone del nero | h8 re del bianco · a6 re del nero · c6 pedone del bianco · h5 pedone del nero | 2 |
| 1 | h8 re del bianco · a6 re del nero · c6 pedone del bianco · h5 pedone del nero | h8 re del bianco · a6 re del nero · c6 pedone del bianco · h5 pedone del nero | h8 re del bianco · a6 re del nero · c6 pedone del bianco · h5 pedone del nero | h8 re del bianco · a6 re del nero · c6 pedone del bianco · h5 pedone del nero | h8 re del bianco · a6 re del nero · c6 pedone del bianco · h5 pedone del nero | h8 re del bianco · a6 re del nero · c6 pedone del bianco · h5 pedone del nero | h8 re del bianco · a6 re del nero · c6 pedone del bianco · h5 pedone del nero | h8 re del bianco · a6 re del nero · c6 pedone del bianco · h5 pedone del nero | 1 |
|   | a                                                                             | b                                                                             | c                                                                             | d                                                                             | e                                                                             | f                                                                             | g                                                                             | h                                                                             |   |

Questo finale è generalmente patto, sebbene esistano diverse posizioni in cui uno dei due colori riesca a forzare la vittoria. Non esiste una regola generale valida per tutti i finali di questo tipo: nelle posizioni con pedoni liberi hanno un ruolo decisivo i quadrati dei pedoni (vedi Finale di re e pedone contro re per le spiegazioni approfondite), seguiti dalla posizione attiva o passiva di ciascun re; nelle posizioni in cui i pedoni si trovano sulla stessa colonna o su colonne adiacenti, è importante il possesso dell'opposizione.
Se i pedoni si trovano su colonne tra loro distanti, e se entrambi i re sono lontani dal pedone avversario, è possibile che entrambi questi vadano a promozione; in tal caso, questo finale si trasforma in uno di re e donna contro re e donna, che è quasi sempre patto.
Per evitare che il pedone nemico vada a promozione, è invece necessario che il proprio re sia nel suo quadrato, sebbene questo non sia strettamente necessario. Il diagramma a lato è una rara eccezione, in cui il Bianco può pareggiare nonostante l'apparente inferiorità della posizione.
|   | a                                                                             | b                                                                             | c                                                                             | d                                                                             | e                                                                             | f                                                                             | g                                                                             | h                                                                             |   |
| 8 | c5 re del nero · e5 pedone del nero · e4 pedone del bianco · c3 re del bianco | c5 re del nero · e5 pedone del nero · e4 pedone del bianco · c3 re del bianco | c5 re del nero · e5 pedone del nero · e4 pedone del bianco · c3 re del bianco | c5 re del nero · e5 pedone del nero · e4 pedone del bianco · c3 re del bianco | c5 re del nero · e5 pedone del nero · e4 pedone del bianco · c3 re del bianco | c5 re del nero · e5 pedone del nero · e4 pedone del bianco · c3 re del bianco | c5 re del nero · e5 pedone del nero · e4 pedone del bianco · c3 re del bianco | c5 re del nero · e5 pedone del nero · e4 pedone del bianco · c3 re del bianco | 8 |
| 7 | c5 re del nero · e5 pedone del nero · e4 pedone del bianco · c3 re del bianco | c5 re del nero · e5 pedone del nero · e4 pedone del bianco · c3 re del bianco | c5 re del nero · e5 pedone del nero · e4 pedone del bianco · c3 re del bianco | c5 re del nero · e5 pedone del nero · e4 pedone del bianco · c3 re del bianco | c5 re del nero · e5 pedone del nero · e4 pedone del bianco · c3 re del bianco | c5 re del nero · e5 pedone del nero · e4 pedone del bianco · c3 re del bianco | c5 re del nero · e5 pedone del nero · e4 pedone del bianco · c3 re del bianco | c5 re del nero · e5 pedone del nero · e4 pedone del bianco · c3 re del bianco | 7 |
| 6 | c5 re del nero · e5 pedone del nero · e4 pedone del bianco · c3 re del bianco | c5 re del nero · e5 pedone del nero · e4 pedone del bianco · c3 re del bianco | c5 re del nero · e5 pedone del nero · e4 pedone del bianco · c3 re del bianco | c5 re del nero · e5 pedone del nero · e4 pedone del bianco · c3 re del bianco | c5 re del nero · e5 pedone del nero · e4 pedone del bianco · c3 re del bianco | c5 re del nero · e5 pedone del nero · e4 pedone del bianco · c3 re del bianco | c5 re del nero · e5 pedone del nero · e4 pedone del bianco · c3 re del bianco | c5 re del nero · e5 pedone del nero · e4 pedone del bianco · c3 re del bianco | 6 |
| 5 | c5 re del nero · e5 pedone del nero · e4 pedone del bianco · c3 re del bianco | c5 re del nero · e5 pedone del nero · e4 pedone del bianco · c3 re del bianco | c5 re del nero · e5 pedone del nero · e4 pedone del bianco · c3 re del bianco | c5 re del nero · e5 pedone del nero · e4 pedone del bianco · c3 re del bianco | c5 re del nero · e5 pedone del nero · e4 pedone del bianco · c3 re del bianco | c5 re del nero · e5 pedone del nero · e4 pedone del bianco · c3 re del bianco | c5 re del nero · e5 pedone del nero · e4 pedone del bianco · c3 re del bianco | c5 re del nero · e5 pedone del nero · e4 pedone del bianco · c3 re del bianco | 5 |
| 4 | c5 re del nero · e5 pedone del nero · e4 pedone del bianco · c3 re del bianco | c5 re del nero · e5 pedone del nero · e4 pedone del bianco · c3 re del bianco | c5 re del nero · e5 pedone del nero · e4 pedone del bianco · c3 re del bianco | c5 re del nero · e5 pedone del nero · e4 pedone del bianco · c3 re del bianco | c5 re del nero · e5 pedone del nero · e4 pedone del bianco · c3 re del bianco | c5 re del nero · e5 pedone del nero · e4 pedone del bianco · c3 re del bianco | c5 re del nero · e5 pedone del nero · e4 pedone del bianco · c3 re del bianco | c5 re del nero · e5 pedone del nero · e4 pedone del bianco · c3 re del bianco | 4 |
| 3 | c5 re del nero · e5 pedone del nero · e4 pedone del bianco · c3 re del bianco | c5 re del nero · e5 pedone del nero · e4 pedone del bianco · c3 re del bianco | c5 re del nero · e5 pedone del nero · e4 pedone del bianco · c3 re del bianco | c5 re del nero · e5 pedone del nero · e4 pedone del bianco · c3 re del bianco | c5 re del nero · e5 pedone del nero · e4 pedone del bianco · c3 re del bianco | c5 re del nero · e5 pedone del nero · e4 pedone del bianco · c3 re del bianco | c5 re del nero · e5 pedone del nero · e4 pedone del bianco · c3 re del bianco | c5 re del nero · e5 pedone del nero · e4 pedone del bianco · c3 re del bianco | 3 |
| 2 | c5 re del nero · e5 pedone del nero · e4 pedone del bianco · c3 re del bianco | c5 re del nero · e5 pedone del nero · e4 pedone del bianco · c3 re del bianco | c5 re del nero · e5 pedone del nero · e4 pedone del bianco · c3 re del bianco | c5 re del nero · e5 pedone del nero · e4 pedone del bianco · c3 re del bianco | c5 re del nero · e5 pedone del nero · e4 pedone del bianco · c3 re del bianco | c5 re del nero · e5 pedone del nero · e4 pedone del bianco · c3 re del bianco | c5 re del nero · e5 pedone del nero · e4 pedone del bianco · c3 re del bianco | c5 re del nero · e5 pedone del nero · e4 pedone del bianco · c3 re del bianco | 2 |
| 1 | c5 re del nero · e5 pedone del nero · e4 pedone del bianco · c3 re del bianco | c5 re del nero · e5 pedone del nero · e4 pedone del bianco · c3 re del bianco | c5 re del nero · e5 pedone del nero · e4 pedone del bianco · c3 re del bianco | c5 re del nero · e5 pedone del nero · e4 pedone del bianco · c3 re del bianco | c5 re del nero · e5 pedone del nero · e4 pedone del bianco · c3 re del bianco | c5 re del nero · e5 pedone del nero · e4 pedone del bianco · c3 re del bianco | c5 re del nero · e5 pedone del nero · e4 pedone del bianco · c3 re del bianco | c5 re del nero · e5 pedone del nero · e4 pedone del bianco · c3 re del bianco | 1 |
|   | a                                                                             | b                                                                             | c                                                                             | d                                                                             | e                                                                             | f                                                                             | g                                                                             | h                                                                             |   |

In molti casi uno dei due colori può anche pareggiare nonostante la perdita del proprio pedone: questo avviene perché il difensore può manovrare in modo da impedire l'accesso alle case di efficacia assoluta al re avversario. Nella posizione del secondo diagramma, il Nero riesce a catturare il pezzo avversario dopo 1.Rd3 Rb4 2.Re3 Rc3 3.Rf3 Rd3 4.Rf2 Rxe4 ma il Bianco ottiene l'opposizione con 5.Re2, impedendo la promozione del pedone. Il Nero non può neanche ricorrere a delle mosse d'attesa: infatti 4... Re4 permette al Bianco di sostenere il pedone con 5.Rf3.
È da notare tuttavia che, se spostiamo la posizione una colonna più in basso, la posizione è realmente vinta per il Nero: in tal caso, infatti, la cattura del pedone avviene su una casa di efficacia assoluta, per cui il Nero non ha nessuna difficoltà a promuovere.

## Re e pedoni contro re e pedoni
|   | a | b | c | d | e | f | g | h |   |
| 8 | c3 pedone del nero · d3 pedone del bianco · e3 re del nero · c2 pedone del bianco · e1 re del bianco | c3 pedone del nero · d3 pedone del bianco · e3 re del nero · c2 pedone del bianco · e1 re del bianco | c3 pedone del nero · d3 pedone del bianco · e3 re del nero · c2 pedone del bianco · e1 re del bianco | c3 pedone del nero · d3 pedone del bianco · e3 re del nero · c2 pedone del bianco · e1 re del bianco | c3 pedone del nero · d3 pedone del bianco · e3 re del nero · c2 pedone del bianco · e1 re del bianco | c3 pedone del nero · d3 pedone del bianco · e3 re del nero · c2 pedone del bianco · e1 re del bianco | c3 pedone del nero · d3 pedone del bianco · e3 re del nero · c2 pedone del bianco · e1 re del bianco | c3 pedone del nero · d3 pedone del bianco · e3 re del nero · c2 pedone del bianco · e1 re del bianco | 8 |
| 7 | c3 pedone del nero · d3 pedone del bianco · e3 re del nero · c2 pedone del bianco · e1 re del bianco | c3 pedone del nero · d3 pedone del bianco · e3 re del nero · c2 pedone del bianco · e1 re del bianco | c3 pedone del nero · d3 pedone del bianco · e3 re del nero · c2 pedone del bianco · e1 re del bianco | c3 pedone del nero · d3 pedone del bianco · e3 re del nero · c2 pedone del bianco · e1 re del bianco | c3 pedone del nero · d3 pedone del bianco · e3 re del nero · c2 pedone del bianco · e1 re del bianco | c3 pedone del nero · d3 pedone del bianco · e3 re del nero · c2 pedone del bianco · e1 re del bianco | c3 pedone del nero · d3 pedone del bianco · e3 re del nero · c2 pedone del bianco · e1 re del bianco | c3 pedone del nero · d3 pedone del bianco · e3 re del nero · c2 pedone del bianco · e1 re del bianco | 7 |
| 6 | c3 pedone del nero · d3 pedone del bianco · e3 re del nero · c2 pedone del bianco · e1 re del bianco | c3 pedone del nero · d3 pedone del bianco · e3 re del nero · c2 pedone del bianco · e1 re del bianco | c3 pedone del nero · d3 pedone del bianco · e3 re del nero · c2 pedone del bianco · e1 re del bianco | c3 pedone del nero · d3 pedone del bianco · e3 re del nero · c2 pedone del bianco · e1 re del bianco | c3 pedone del nero · d3 pedone del bianco · e3 re del nero · c2 pedone del bianco · e1 re del bianco | c3 pedone del nero · d3 pedone del bianco · e3 re del nero · c2 pedone del bianco · e1 re del bianco | c3 pedone del nero · d3 pedone del bianco · e3 re del nero · c2 pedone del bianco · e1 re del bianco | c3 pedone del nero · d3 pedone del bianco · e3 re del nero · c2 pedone del bianco · e1 re del bianco | 6 |
| 5 | c3 pedone del nero · d3 pedone del bianco · e3 re del nero · c2 pedone del bianco · e1 re del bianco | c3 pedone del nero · d3 pedone del bianco · e3 re del nero · c2 pedone del bianco · e1 re del bianco | c3 pedone del nero · d3 pedone del bianco · e3 re del nero · c2 pedone del bianco · e1 re del bianco | c3 pedone del nero · d3 pedone del bianco · e3 re del nero · c2 pedone del bianco · e1 re del bianco | c3 pedone del nero · d3 pedone del bianco · e3 re del nero · c2 pedone del bianco · e1 re del bianco | c3 pedone del nero · d3 pedone del bianco · e3 re del nero · c2 pedone del bianco · e1 re del bianco | c3 pedone del nero · d3 pedone del bianco · e3 re del nero · c2 pedone del bianco · e1 re del bianco | c3 pedone del nero · d3 pedone del bianco · e3 re del nero · c2 pedone del bianco · e1 re del bianco | 5 |
| 4 | c3 pedone del nero · d3 pedone del bianco · e3 re del nero · c2 pedone del bianco · e1 re del bianco | c3 pedone del nero · d3 pedone del bianco · e3 re del nero · c2 pedone del bianco · e1 re del bianco | c3 pedone del nero · d3 pedone del bianco · e3 re del nero · c2 pedone del bianco · e1 re del bianco | c3 pedone del nero · d3 pedone del bianco · e3 re del nero · c2 pedone del bianco · e1 re del bianco | c3 pedone del nero · d3 pedone del bianco · e3 re del nero · c2 pedone del bianco · e1 re del bianco | c3 pedone del nero · d3 pedone del bianco · e3 re del nero · c2 pedone del bianco · e1 re del bianco | c3 pedone del nero · d3 pedone del bianco · e3 re del nero · c2 pedone del bianco · e1 re del bianco | c3 pedone del nero · d3 pedone del bianco · e3 re del nero · c2 pedone del bianco · e1 re del bianco | 4 |
| 3 | c3 pedone del nero · d3 pedone del bianco · e3 re del nero · c2 pedone del bianco · e1 re del bianco | c3 pedone del nero · d3 pedone del bianco · e3 re del nero · c2 pedone del bianco · e1 re del bianco | c3 pedone del nero · d3 pedone del bianco · e3 re del nero · c2 pedone del bianco · e1 re del bianco | c3 pedone del nero · d3 pedone del bianco · e3 re del nero · c2 pedone del bianco · e1 re del bianco | c3 pedone del nero · d3 pedone del bianco · e3 re del nero · c2 pedone del bianco · e1 re del bianco | c3 pedone del nero · d3 pedone del bianco · e3 re del nero · c2 pedone del bianco · e1 re del bianco | c3 pedone del nero · d3 pedone del bianco · e3 re del nero · c2 pedone del bianco · e1 re del bianco | c3 pedone del nero · d3 pedone del bianco · e3 re del nero · c2 pedone del bianco · e1 re del bianco | 3 |
| 2 | c3 pedone del nero · d3 pedone del bianco · e3 re del nero · c2 pedone del bianco · e1 re del bianco | c3 pedone del nero · d3 pedone del bianco · e3 re del nero · c2 pedone del bianco · e1 re del bianco | c3 pedone del nero · d3 pedone del bianco · e3 re del nero · c2 pedone del bianco · e1 re del bianco | c3 pedone del nero · d3 pedone del bianco · e3 re del nero · c2 pedone del bianco · e1 re del bianco | c3 pedone del nero · d3 pedone del bianco · e3 re del nero · c2 pedone del bianco · e1 re del bianco | c3 pedone del nero · d3 pedone del bianco · e3 re del nero · c2 pedone del bianco · e1 re del bianco | c3 pedone del nero · d3 pedone del bianco · e3 re del nero · c2 pedone del bianco · e1 re del bianco | c3 pedone del nero · d3 pedone del bianco · e3 re del nero · c2 pedone del bianco · e1 re del bianco | 2 |
| 1 | c3 pedone del nero · d3 pedone del bianco · e3 re del nero · c2 pedone del bianco · e1 re del bianco | c3 pedone del nero · d3 pedone del bianco · e3 re del nero · c2 pedone del bianco · e1 re del bianco | c3 pedone del nero · d3 pedone del bianco · e3 re del nero · c2 pedone del bianco · e1 re del bianco | c3 pedone del nero · d3 pedone del bianco · e3 re del nero · c2 pedone del bianco · e1 re del bianco | c3 pedone del nero · d3 pedone del bianco · e3 re del nero · c2 pedone del bianco · e1 re del bianco | c3 pedone del nero · d3 pedone del bianco · e3 re del nero · c2 pedone del bianco · e1 re del bianco | c3 pedone del nero · d3 pedone del bianco · e3 re del nero · c2 pedone del bianco · e1 re del bianco | c3 pedone del nero · d3 pedone del bianco · e3 re del nero · c2 pedone del bianco · e1 re del bianco | 1 |
|   | a | b | c | d | e | f | g | h |   |

Finali di questo tipo sono molto vari, in quanto esistono molte diverse combinazioni nel numero di pedoni posseduti dai due giocatori e nel tipo di posizione sulla scacchiera. Generalmente, un pedone di vantaggio non assicura la vittoria, al contrario di due. Esistono tuttavia numerose eccezioni, dovute alla possibilità di un re di penetrare nel territorio avversario distruggendo la struttura pedonale nemica, alla possibilità che un colore riesca a promuovere prima dell'altro, o ad altri fattori ancora. 
|   | a | b | c | d | e | f | g | h |   |
| 8 | f6 cerchio nero · e5 cerchio nero · g5 cerchio nero · d4 cerchio nero · h4 pedone del nero · c3 cerchio nero · h3 pedone del bianco · b2 cerchio nero | f6 cerchio nero · e5 cerchio nero · g5 cerchio nero · d4 cerchio nero · h4 pedone del nero · c3 cerchio nero · h3 pedone del bianco · b2 cerchio nero | f6 cerchio nero · e5 cerchio nero · g5 cerchio nero · d4 cerchio nero · h4 pedone del nero · c3 cerchio nero · h3 pedone del bianco · b2 cerchio nero | f6 cerchio nero · e5 cerchio nero · g5 cerchio nero · d4 cerchio nero · h4 pedone del nero · c3 cerchio nero · h3 pedone del bianco · b2 cerchio nero | f6 cerchio nero · e5 cerchio nero · g5 cerchio nero · d4 cerchio nero · h4 pedone del nero · c3 cerchio nero · h3 pedone del bianco · b2 cerchio nero | f6 cerchio nero · e5 cerchio nero · g5 cerchio nero · d4 cerchio nero · h4 pedone del nero · c3 cerchio nero · h3 pedone del bianco · b2 cerchio nero | f6 cerchio nero · e5 cerchio nero · g5 cerchio nero · d4 cerchio nero · h4 pedone del nero · c3 cerchio nero · h3 pedone del bianco · b2 cerchio nero | f6 cerchio nero · e5 cerchio nero · g5 cerchio nero · d4 cerchio nero · h4 pedone del nero · c3 cerchio nero · h3 pedone del bianco · b2 cerchio nero | 8 |
| 7 | f6 cerchio nero · e5 cerchio nero · g5 cerchio nero · d4 cerchio nero · h4 pedone del nero · c3 cerchio nero · h3 pedone del bianco · b2 cerchio nero | f6 cerchio nero · e5 cerchio nero · g5 cerchio nero · d4 cerchio nero · h4 pedone del nero · c3 cerchio nero · h3 pedone del bianco · b2 cerchio nero | f6 cerchio nero · e5 cerchio nero · g5 cerchio nero · d4 cerchio nero · h4 pedone del nero · c3 cerchio nero · h3 pedone del bianco · b2 cerchio nero | f6 cerchio nero · e5 cerchio nero · g5 cerchio nero · d4 cerchio nero · h4 pedone del nero · c3 cerchio nero · h3 pedone del bianco · b2 cerchio nero | f6 cerchio nero · e5 cerchio nero · g5 cerchio nero · d4 cerchio nero · h4 pedone del nero · c3 cerchio nero · h3 pedone del bianco · b2 cerchio nero | f6 cerchio nero · e5 cerchio nero · g5 cerchio nero · d4 cerchio nero · h4 pedone del nero · c3 cerchio nero · h3 pedone del bianco · b2 cerchio nero | f6 cerchio nero · e5 cerchio nero · g5 cerchio nero · d4 cerchio nero · h4 pedone del nero · c3 cerchio nero · h3 pedone del bianco · b2 cerchio nero | f6 cerchio nero · e5 cerchio nero · g5 cerchio nero · d4 cerchio nero · h4 pedone del nero · c3 cerchio nero · h3 pedone del bianco · b2 cerchio nero | 7 |
| 6 | f6 cerchio nero · e5 cerchio nero · g5 cerchio nero · d4 cerchio nero · h4 pedone del nero · c3 cerchio nero · h3 pedone del bianco · b2 cerchio nero | f6 cerchio nero · e5 cerchio nero · g5 cerchio nero · d4 cerchio nero · h4 pedone del nero · c3 cerchio nero · h3 pedone del bianco · b2 cerchio nero | f6 cerchio nero · e5 cerchio nero · g5 cerchio nero · d4 cerchio nero · h4 pedone del nero · c3 cerchio nero · h3 pedone del bianco · b2 cerchio nero | f6 cerchio nero · e5 cerchio nero · g5 cerchio nero · d4 cerchio nero · h4 pedone del nero · c3 cerchio nero · h3 pedone del bianco · b2 cerchio nero | f6 cerchio nero · e5 cerchio nero · g5 cerchio nero · d4 cerchio nero · h4 pedone del nero · c3 cerchio nero · h3 pedone del bianco · b2 cerchio nero | f6 cerchio nero · e5 cerchio nero · g5 cerchio nero · d4 cerchio nero · h4 pedone del nero · c3 cerchio nero · h3 pedone del bianco · b2 cerchio nero | f6 cerchio nero · e5 cerchio nero · g5 cerchio nero · d4 cerchio nero · h4 pedone del nero · c3 cerchio nero · h3 pedone del bianco · b2 cerchio nero | f6 cerchio nero · e5 cerchio nero · g5 cerchio nero · d4 cerchio nero · h4 pedone del nero · c3 cerchio nero · h3 pedone del bianco · b2 cerchio nero | 6 |
| 5 | f6 cerchio nero · e5 cerchio nero · g5 cerchio nero · d4 cerchio nero · h4 pedone del nero · c3 cerchio nero · h3 pedone del bianco · b2 cerchio nero | f6 cerchio nero · e5 cerchio nero · g5 cerchio nero · d4 cerchio nero · h4 pedone del nero · c3 cerchio nero · h3 pedone del bianco · b2 cerchio nero | f6 cerchio nero · e5 cerchio nero · g5 cerchio nero · d4 cerchio nero · h4 pedone del nero · c3 cerchio nero · h3 pedone del bianco · b2 cerchio nero | f6 cerchio nero · e5 cerchio nero · g5 cerchio nero · d4 cerchio nero · h4 pedone del nero · c3 cerchio nero · h3 pedone del bianco · b2 cerchio nero | f6 cerchio nero · e5 cerchio nero · g5 cerchio nero · d4 cerchio nero · h4 pedone del nero · c3 cerchio nero · h3 pedone del bianco · b2 cerchio nero | f6 cerchio nero · e5 cerchio nero · g5 cerchio nero · d4 cerchio nero · h4 pedone del nero · c3 cerchio nero · h3 pedone del bianco · b2 cerchio nero | f6 cerchio nero · e5 cerchio nero · g5 cerchio nero · d4 cerchio nero · h4 pedone del nero · c3 cerchio nero · h3 pedone del bianco · b2 cerchio nero | f6 cerchio nero · e5 cerchio nero · g5 cerchio nero · d4 cerchio nero · h4 pedone del nero · c3 cerchio nero · h3 pedone del bianco · b2 cerchio nero | 5 |
| 4 | f6 cerchio nero · e5 cerchio nero · g5 cerchio nero · d4 cerchio nero · h4 pedone del nero · c3 cerchio nero · h3 pedone del bianco · b2 cerchio nero | f6 cerchio nero · e5 cerchio nero · g5 cerchio nero · d4 cerchio nero · h4 pedone del nero · c3 cerchio nero · h3 pedone del bianco · b2 cerchio nero | f6 cerchio nero · e5 cerchio nero · g5 cerchio nero · d4 cerchio nero · h4 pedone del nero · c3 cerchio nero · h3 pedone del bianco · b2 cerchio nero | f6 cerchio nero · e5 cerchio nero · g5 cerchio nero · d4 cerchio nero · h4 pedone del nero · c3 cerchio nero · h3 pedone del bianco · b2 cerchio nero | f6 cerchio nero · e5 cerchio nero · g5 cerchio nero · d4 cerchio nero · h4 pedone del nero · c3 cerchio nero · h3 pedone del bianco · b2 cerchio nero | f6 cerchio nero · e5 cerchio nero · g5 cerchio nero · d4 cerchio nero · h4 pedone del nero · c3 cerchio nero · h3 pedone del bianco · b2 cerchio nero | f6 cerchio nero · e5 cerchio nero · g5 cerchio nero · d4 cerchio nero · h4 pedone del nero · c3 cerchio nero · h3 pedone del bianco · b2 cerchio nero | f6 cerchio nero · e5 cerchio nero · g5 cerchio nero · d4 cerchio nero · h4 pedone del nero · c3 cerchio nero · h3 pedone del bianco · b2 cerchio nero | 4 |
| 3 | f6 cerchio nero · e5 cerchio nero · g5 cerchio nero · d4 cerchio nero · h4 pedone del nero · c3 cerchio nero · h3 pedone del bianco · b2 cerchio nero | f6 cerchio nero · e5 cerchio nero · g5 cerchio nero · d4 cerchio nero · h4 pedone del nero · c3 cerchio nero · h3 pedone del bianco · b2 cerchio nero | f6 cerchio nero · e5 cerchio nero · g5 cerchio nero · d4 cerchio nero · h4 pedone del nero · c3 cerchio nero · h3 pedone del bianco · b2 cerchio nero | f6 cerchio nero · e5 cerchio nero · g5 cerchio nero · d4 cerchio nero · h4 pedone del nero · c3 cerchio nero · h3 pedone del bianco · b2 cerchio nero | f6 cerchio nero · e5 cerchio nero · g5 cerchio nero · d4 cerchio nero · h4 pedone del nero · c3 cerchio nero · h3 pedone del bianco · b2 cerchio nero | f6 cerchio nero · e5 cerchio nero · g5 cerchio nero · d4 cerchio nero · h4 pedone del nero · c3 cerchio nero · h3 pedone del bianco · b2 cerchio nero | f6 cerchio nero · e5 cerchio nero · g5 cerchio nero · d4 cerchio nero · h4 pedone del nero · c3 cerchio nero · h3 pedone del bianco · b2 cerchio nero | f6 cerchio nero · e5 cerchio nero · g5 cerchio nero · d4 cerchio nero · h4 pedone del nero · c3 cerchio nero · h3 pedone del bianco · b2 cerchio nero | 3 |
| 2 | f6 cerchio nero · e5 cerchio nero · g5 cerchio nero · d4 cerchio nero · h4 pedone del nero · c3 cerchio nero · h3 pedone del bianco · b2 cerchio nero | f6 cerchio nero · e5 cerchio nero · g5 cerchio nero · d4 cerchio nero · h4 pedone del nero · c3 cerchio nero · h3 pedone del bianco · b2 cerchio nero | f6 cerchio nero · e5 cerchio nero · g5 cerchio nero · d4 cerchio nero · h4 pedone del nero · c3 cerchio nero · h3 pedone del bianco · b2 cerchio nero | f6 cerchio nero · e5 cerchio nero · g5 cerchio nero · d4 cerchio nero · h4 pedone del nero · c3 cerchio nero · h3 pedone del bianco · b2 cerchio nero | f6 cerchio nero · e5 cerchio nero · g5 cerchio nero · d4 cerchio nero · h4 pedone del nero · c3 cerchio nero · h3 pedone del bianco · b2 cerchio nero | f6 cerchio nero · e5 cerchio nero · g5 cerchio nero · d4 cerchio nero · h4 pedone del nero · c3 cerchio nero · h3 pedone del bianco · b2 cerchio nero | f6 cerchio nero · e5 cerchio nero · g5 cerchio nero · d4 cerchio nero · h4 pedone del nero · c3 cerchio nero · h3 pedone del bianco · b2 cerchio nero | f6 cerchio nero · e5 cerchio nero · g5 cerchio nero · d4 cerchio nero · h4 pedone del nero · c3 cerchio nero · h3 pedone del bianco · b2 cerchio nero | 2 |
| 1 | f6 cerchio nero · e5 cerchio nero · g5 cerchio nero · d4 cerchio nero · h4 pedone del nero · c3 cerchio nero · h3 pedone del bianco · b2 cerchio nero | f6 cerchio nero · e5 cerchio nero · g5 cerchio nero · d4 cerchio nero · h4 pedone del nero · c3 cerchio nero · h3 pedone del bianco · b2 cerchio nero | f6 cerchio nero · e5 cerchio nero · g5 cerchio nero · d4 cerchio nero · h4 pedone del nero · c3 cerchio nero · h3 pedone del bianco · b2 cerchio nero | f6 cerchio nero · e5 cerchio nero · g5 cerchio nero · d4 cerchio nero · h4 pedone del nero · c3 cerchio nero · h3 pedone del bianco · b2 cerchio nero | f6 cerchio nero · e5 cerchio nero · g5 cerchio nero · d4 cerchio nero · h4 pedone del nero · c3 cerchio nero · h3 pedone del bianco · b2 cerchio nero | f6 cerchio nero · e5 cerchio nero · g5 cerchio nero · d4 cerchio nero · h4 pedone del nero · c3 cerchio nero · h3 pedone del bianco · b2 cerchio nero | f6 cerchio nero · e5 cerchio nero · g5 cerchio nero · d4 cerchio nero · h4 pedone del nero · c3 cerchio nero · h3 pedone del bianco · b2 cerchio nero | f6 cerchio nero · e5 cerchio nero · g5 cerchio nero · d4 cerchio nero · h4 pedone del nero · c3 cerchio nero · h3 pedone del bianco · b2 cerchio nero | 1 |
|   | a | b | c | d | e | f | g | h |   |

Se due pedoni si confrontano con uno solo, la posizione ha importanza cruciale: se infatti due pedoni si bloccano a vicenda, mentre l'altro si trova su una colonna distante, il colore in vantaggio vince, minacciando contemporaneamente di spingere il proprio pedone e di catturare con il re quello avversario. Eccezioni sono possibili quando i due re sono vicini al pedone passato e gli altri si trovano su una colonna di torre: in tal caso, l'attaccante può ancora vincere se il suo pedone libero si trova prima di una linea (detta linea di Bahr) che dipende solamente dal pedone avversario; in generale, quanto più quest'ultimo è avanzato, tanto maggiori sono le probabilità di patta, dato che la linea di Bahr si abbassa di conseguenza.
Se invece i due pedoni si trovano su colonne adiacenti, allora molto dipende dalla posizione reciproca dei due re e dal loro avanzamento, nonché da quale dei due giocatori ha la mossa. Nel diagramma a lato, ad esempio, il Nero, nel caso abbia la mossa, può contrastare la minaccia bianca organizzando un contrattacco sul pedone c2 nel caso questi cercasse di passare dal lato di re, mentre giocando Re3-Rf3 per impedire il passaggio sul lato di donna; al contrario, con la mossa al Bianco questo può forzare la vittoria. Spostando la posizione una traversa più in alto, il Bianco disporrebbe però di abbastanza spazio per minacciare allo stesso tempo entrambe le manovre, rendendo impossibile per il Nero pararle entrambe: in tal caso il Bianco vince chiunque muova per primo.
|   | a | b | c | d | e | f | g | h |   |
| 8 | d7 re del nero · f6 pedone del nero · f5 pedone del bianco · e4 pedone del bianco · d3 re del bianco | d7 re del nero · f6 pedone del nero · f5 pedone del bianco · e4 pedone del bianco · d3 re del bianco | d7 re del nero · f6 pedone del nero · f5 pedone del bianco · e4 pedone del bianco · d3 re del bianco | d7 re del nero · f6 pedone del nero · f5 pedone del bianco · e4 pedone del bianco · d3 re del bianco | d7 re del nero · f6 pedone del nero · f5 pedone del bianco · e4 pedone del bianco · d3 re del bianco | d7 re del nero · f6 pedone del nero · f5 pedone del bianco · e4 pedone del bianco · d3 re del bianco | d7 re del nero · f6 pedone del nero · f5 pedone del bianco · e4 pedone del bianco · d3 re del bianco | d7 re del nero · f6 pedone del nero · f5 pedone del bianco · e4 pedone del bianco · d3 re del bianco | 8 |
| 7 | d7 re del nero · f6 pedone del nero · f5 pedone del bianco · e4 pedone del bianco · d3 re del bianco | d7 re del nero · f6 pedone del nero · f5 pedone del bianco · e4 pedone del bianco · d3 re del bianco | d7 re del nero · f6 pedone del nero · f5 pedone del bianco · e4 pedone del bianco · d3 re del bianco | d7 re del nero · f6 pedone del nero · f5 pedone del bianco · e4 pedone del bianco · d3 re del bianco | d7 re del nero · f6 pedone del nero · f5 pedone del bianco · e4 pedone del bianco · d3 re del bianco | d7 re del nero · f6 pedone del nero · f5 pedone del bianco · e4 pedone del bianco · d3 re del bianco | d7 re del nero · f6 pedone del nero · f5 pedone del bianco · e4 pedone del bianco · d3 re del bianco | d7 re del nero · f6 pedone del nero · f5 pedone del bianco · e4 pedone del bianco · d3 re del bianco | 7 |
| 6 | d7 re del nero · f6 pedone del nero · f5 pedone del bianco · e4 pedone del bianco · d3 re del bianco | d7 re del nero · f6 pedone del nero · f5 pedone del bianco · e4 pedone del bianco · d3 re del bianco | d7 re del nero · f6 pedone del nero · f5 pedone del bianco · e4 pedone del bianco · d3 re del bianco | d7 re del nero · f6 pedone del nero · f5 pedone del bianco · e4 pedone del bianco · d3 re del bianco | d7 re del nero · f6 pedone del nero · f5 pedone del bianco · e4 pedone del bianco · d3 re del bianco | d7 re del nero · f6 pedone del nero · f5 pedone del bianco · e4 pedone del bianco · d3 re del bianco | d7 re del nero · f6 pedone del nero · f5 pedone del bianco · e4 pedone del bianco · d3 re del bianco | d7 re del nero · f6 pedone del nero · f5 pedone del bianco · e4 pedone del bianco · d3 re del bianco | 6 |
| 5 | d7 re del nero · f6 pedone del nero · f5 pedone del bianco · e4 pedone del bianco · d3 re del bianco | d7 re del nero · f6 pedone del nero · f5 pedone del bianco · e4 pedone del bianco · d3 re del bianco | d7 re del nero · f6 pedone del nero · f5 pedone del bianco · e4 pedone del bianco · d3 re del bianco | d7 re del nero · f6 pedone del nero · f5 pedone del bianco · e4 pedone del bianco · d3 re del bianco | d7 re del nero · f6 pedone del nero · f5 pedone del bianco · e4 pedone del bianco · d3 re del bianco | d7 re del nero · f6 pedone del nero · f5 pedone del bianco · e4 pedone del bianco · d3 re del bianco | d7 re del nero · f6 pedone del nero · f5 pedone del bianco · e4 pedone del bianco · d3 re del bianco | d7 re del nero · f6 pedone del nero · f5 pedone del bianco · e4 pedone del bianco · d3 re del bianco | 5 |
| 4 | d7 re del nero · f6 pedone del nero · f5 pedone del bianco · e4 pedone del bianco · d3 re del bianco | d7 re del nero · f6 pedone del nero · f5 pedone del bianco · e4 pedone del bianco · d3 re del bianco | d7 re del nero · f6 pedone del nero · f5 pedone del bianco · e4 pedone del bianco · d3 re del bianco | d7 re del nero · f6 pedone del nero · f5 pedone del bianco · e4 pedone del bianco · d3 re del bianco | d7 re del nero · f6 pedone del nero · f5 pedone del bianco · e4 pedone del bianco · d3 re del bianco | d7 re del nero · f6 pedone del nero · f5 pedone del bianco · e4 pedone del bianco · d3 re del bianco | d7 re del nero · f6 pedone del nero · f5 pedone del bianco · e4 pedone del bianco · d3 re del bianco | d7 re del nero · f6 pedone del nero · f5 pedone del bianco · e4 pedone del bianco · d3 re del bianco | 4 |
| 3 | d7 re del nero · f6 pedone del nero · f5 pedone del bianco · e4 pedone del bianco · d3 re del bianco | d7 re del nero · f6 pedone del nero · f5 pedone del bianco · e4 pedone del bianco · d3 re del bianco | d7 re del nero · f6 pedone del nero · f5 pedone del bianco · e4 pedone del bianco · d3 re del bianco | d7 re del nero · f6 pedone del nero · f5 pedone del bianco · e4 pedone del bianco · d3 re del bianco | d7 re del nero · f6 pedone del nero · f5 pedone del bianco · e4 pedone del bianco · d3 re del bianco | d7 re del nero · f6 pedone del nero · f5 pedone del bianco · e4 pedone del bianco · d3 re del bianco | d7 re del nero · f6 pedone del nero · f5 pedone del bianco · e4 pedone del bianco · d3 re del bianco | d7 re del nero · f6 pedone del nero · f5 pedone del bianco · e4 pedone del bianco · d3 re del bianco | 3 |
| 2 | d7 re del nero · f6 pedone del nero · f5 pedone del bianco · e4 pedone del bianco · d3 re del bianco | d7 re del nero · f6 pedone del nero · f5 pedone del bianco · e4 pedone del bianco · d3 re del bianco | d7 re del nero · f6 pedone del nero · f5 pedone del bianco · e4 pedone del bianco · d3 re del bianco | d7 re del nero · f6 pedone del nero · f5 pedone del bianco · e4 pedone del bianco · d3 re del bianco | d7 re del nero · f6 pedone del nero · f5 pedone del bianco · e4 pedone del bianco · d3 re del bianco | d7 re del nero · f6 pedone del nero · f5 pedone del bianco · e4 pedone del bianco · d3 re del bianco | d7 re del nero · f6 pedone del nero · f5 pedone del bianco · e4 pedone del bianco · d3 re del bianco | d7 re del nero · f6 pedone del nero · f5 pedone del bianco · e4 pedone del bianco · d3 re del bianco | 2 |
| 1 | d7 re del nero · f6 pedone del nero · f5 pedone del bianco · e4 pedone del bianco · d3 re del bianco | d7 re del nero · f6 pedone del nero · f5 pedone del bianco · e4 pedone del bianco · d3 re del bianco | d7 re del nero · f6 pedone del nero · f5 pedone del bianco · e4 pedone del bianco · d3 re del bianco | d7 re del nero · f6 pedone del nero · f5 pedone del bianco · e4 pedone del bianco · d3 re del bianco | d7 re del nero · f6 pedone del nero · f5 pedone del bianco · e4 pedone del bianco · d3 re del bianco | d7 re del nero · f6 pedone del nero · f5 pedone del bianco · e4 pedone del bianco · d3 re del bianco | d7 re del nero · f6 pedone del nero · f5 pedone del bianco · e4 pedone del bianco · d3 re del bianco | d7 re del nero · f6 pedone del nero · f5 pedone del bianco · e4 pedone del bianco · d3 re del bianco | 1 |
|   | a | b | c | d | e | f | g | h |   |

L'attaccante spesso non riesce a vincere neppure se può tentare di cambiare un pedone: ad esempio, nel secondo diagramma, il Nero riesce ad impedire l'avanzata del re bianco: il lato di donna è infatti bloccato dalla presenza del re nero, mentre non c'è abbastanza spazio sul lato di re per permettere l'avanzata bianca. Anche in questo caso, spostando la posizione di una colonna più a sinistra, il risultato cambia profondamente: il Bianco, prendendo l'opposizione, riesce infatti ad entrare nel territorio nero, catturando il pedone avversario.
Se i pedoni sono affiancati, l'attaccante ha buone possibilità di vittoria: deve infatti attaccare dal lato del pedone semi-libero (ovvero la cui colonna non contiene il pedone avversario), sfruttando la mossa dell'altro pedone per guadagnare, quando opportuno, l'opposizione. Ancora una volta, se i pedoni si trovano su colonne laterali non sempre è possibile forzare la vittoria a causa della mancanza di spazio.
Nel caso che entrambi i giocatori posseggano molti pedoni, generalmente è vincente il giocatore che riesce a crearsi più rapidamente un pedone passato tramite una serie di cambi; generalmente, questo avviene in posizioni in cui i pedoni non sono bloccati tra loro, ma hanno la necessaria flessibilità per costringere l'avversario o ad accettare il cambio o a perdere il controllo di alcune case, dove poi può avanzare il re per attaccare i pedoni avversari.
| Controllo di autorità | GND (DE) 4201093-7 |